# Iantinita
La iantinita és un mineral de la classe dels òxids. Rep el seu nom del grec ianthinos, violeta.

## Característiques
La iantinita és un òxid de fórmula química U4+
2(UO₂)₄O₆(OH)₄(H₂O)₄·5H₂O. És un mineral d'urani de radioactivitat alta, ja que conté gairebé un 81% d'òxid d'urani (UO₂). Cristal·litza en el sistema ortoròmbic. La seva duresa a l'escala de Mohs es troba entre 2 i 3.

## Formació i jaciments
Va ser descoberta l'any 1922 a la mina Shinkolobwe, a la regió de Katanga, a la República Democràtica del Congo.